# Pizzun
Pizzun är en bergstopp i Schweiz.   Den ligger i regionen Maloja och kantonen Graubünden, i den sydöstra delen av landet, 170 km öster om huvudstaden Bern. Toppen på Pizzun är 2 966 meter över havet, eller 252 meter över den omgivande terrängen. Bredden vid basen är 1,8 km.
Terrängen runt Pizzun är huvudsakligen bergig, men åt nordost är den kuperad. Runt Pizzun är det mycket glesbefolkat, med 3 invånare per kvadratkilometer.. Närmaste större samhälle är Stampa, 6,6 km sydost om Pizzun. 
Trakten runt Pizzun består i huvudsak av gräsmarker.